# توماس كانون
توماس كانون (بالإنجليزية: Thomas Cannon)‏ هو كاتب أمريكي، ولد في 3 أغسطس 1925 في ريتشموند في الولايات المتحدة، وتوفي بنفس المكان في 2 يوليو 2005.